# Natascha Koroljowa
Natascha Wladimirowna Koroljowa (russisch Наташа Владимировна Королёва; bürgerlicher Name Наталия Владимировна Порывай / Nataliya Wladimirowna Porywaj; * 31. Mai 1973 in Kiew, USSR, Sowjetunion) ist eine russische Estrada-Sängerin, Filmschauspielerin und Kochbuchautorin ukrainischer Abstammung. Koroljowa wurde ausgezeichnet als „Verdiente Künstlerin Russlands“.

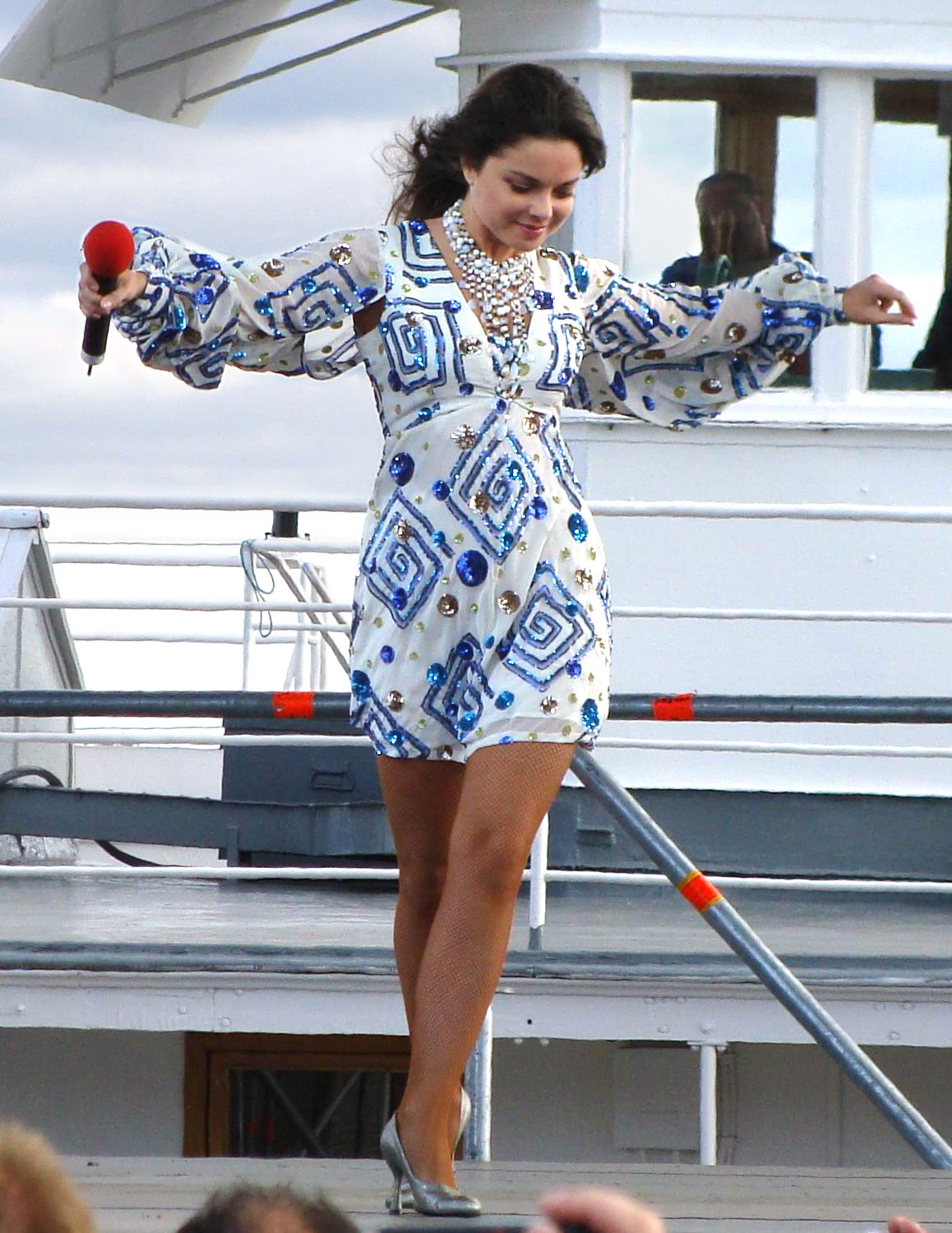
Natascha Koroljowa 2009

## Werdegang
1990 nahm sie ihren großen internationalen Hit Scholty Tülpany (russisch Жёлтые тюльпаны, dt. 'Gelbe Tulpen') auf und 1991 erschien ihr erstes gleichnamiges Album.
Sie arbeitete u. a. mit dem Erfolgsproduzenten und Songwriter Igor Nikolajew zusammen, mit dem sie später verheiratet war. Aus diesem Tandem gehen mehrere erfolgreichen Hits hervor. 
Berühmte Stücke von ihr sind Sholtije Tülpany (russisch Жёлтые тюльпаны 'Gelbe Tulpen') und Sinije Lebedi (russisch Синие Лебеди 'Blaue Schwäne'), von denen es auch populäre Neuaufnahmen gibt.
Natascha Koroljowa ist Gründerin und Inhaberin eines eigenen Beauty-Centers.
Im Dezember 1997 erschien sie auf der Titelseite der russischen Ausgabe des Playboys.
2003 ist sie der Partei „Einiges Russland“ beigetreten.

## Privatleben
Von 1992 bis 2001 war sie mit Igor Nikolajew verheiratet. 2003 heiratete sei Sergei Gluschko, der als russischer „Tarzan“ bekannt wurde. Das Paar hat einen Sohn.

## Diskografie

### Alben
- 1991: Жёлтые тюльпаны
- 1992: Дельфин И Русалка (mit Igor Nikolajew)
- 1993: Поклонник
- 1995: Конфетти
- 1997: Бриллианты Слёз
- 2001: Сердце
- 2003: Веришь Или Нет
- 2006: Рай Там, Где Ты...
- 2015: Магия Л...
- 2016: Магия "Л". Переиздание
- 2019: Ягодка
- 2021: 20/21

### Singles (Auswahl)
- 1991: Жёлтые тюльпаны
- 1991: Синие Лебеди
- 1992: Serye Glaza
- 1992: Taxi, Taxi (mit Igor Nikolajew)
- 1995: Маленькая Страна
- 2016: Я устала...

## Autorin
- Праздничный стол от Наташи Королевой. Просто вкусно! ISBN 978-5-17-056451-4 (dt. „Festlicher Tisch von Natascha Koroljowa. Einfach lecker!“)
- Блюда для торжества и банкета. ISBN 978-5-17-060222-3 (dt. „Gerichte für Feste und Bankett.“)